# Eerste divisie 1998/99 (nacompetitie)/Wedstrijden
Het Nederlandse Eerste divisie voetbal uit het seizoen 1998/99 kende aan het einde van de reguliere competitie een nacompetitie. Alleen de kampioen van de Eerste divisie promoveerde rechtstreeks naar de Eredivisie. Behalve de vier periodekampioenen en de twee hoogst geklasseerde clubs zonder periodetitel namen ook de nummers 16 en 17 van de eredivisie hieraan deel. De acht clubs werden verdeeld over twee poules, beide poulewinnaars veroverden een plaats in de Eredivisie.
Winnaars van deze zevenentwintigste editie werden RKC Waalwijk en Sparta.

## Speelronde 1

### Groep A
|                   |                                   |       |                                          |                                                                                        |
| 27 mei 1999 20:00 | Dordrecht '90                     | 2 – 2 | FC Zwolle                                | Stadion: GN Bouw Stadion, Dordrecht Toeschouwers: 2.300 Scheidsrechter: Jaap Uilenberg |
| 27 mei 1999 20:00 | Chima Onyeike 11' Mischa Rook 87' |       | 62' Ignacio Tuhuteru 89' Marco Roelofsen | Stadion: GN Bouw Stadion, Dordrecht Toeschouwers: 2.300 Scheidsrechter: Jaap Uilenberg |
| 27 mei 1999 20:00 |                                   |       |                                          | Stadion: GN Bouw Stadion, Dordrecht Toeschouwers: 2.300 Scheidsrechter: Jaap Uilenberg |
| 27 mei 1999 20:00 |                                   |       |                                          | Stadion: GN Bouw Stadion, Dordrecht Toeschouwers: 2.300 Scheidsrechter: Jaap Uilenberg |
|                   |                                   |       |                                          |                                                                                        |

|                   |                                                                  |       |                                  |                                                                                         |
| 27 mei 1999 20:00 | RKC Waalwijk                                                     | 4 – 2 | Emmen                            | Stadion: Mandemakers Stadion, Waalwijk Toeschouwers: 6.200 Scheidsrechter: René Temmink |
| 27 mei 1999 20:00 | Dejan Govedarica 45' Rick Hoogendorp 56' Garry de Graef 69', 77' |       | 25' Roy Stroeve 65' Martin Drent | Stadion: Mandemakers Stadion, Waalwijk Toeschouwers: 6.200 Scheidsrechter: René Temmink |
| 27 mei 1999 20:00 |                                                                  |       |                                  | Stadion: Mandemakers Stadion, Waalwijk Toeschouwers: 6.200 Scheidsrechter: René Temmink |
| 27 mei 1999 20:00 |                                                                  |       |                                  | Stadion: Mandemakers Stadion, Waalwijk Toeschouwers: 6.200 Scheidsrechter: René Temmink |
|                   |                                                                  |       |                                  |                                                                                         |

### Groep B
|                   |                                        |       |                                                                 |                                                                              |
| 27 mei 1999 20:00 | Helmond Sport                          | 2 – 5 | Excelsior                                                       | Stadion: De Braak, Helmond Toeschouwers: 3.250 Scheidsrechter: Roelof Luinge |
| 27 mei 1999 20:00 | Dick Schreuder 35' Jurgen Streppel 62' |       | 28' Geert den Ouden 47', 52', 60' Alpha Turay 68' Damien Hertog | Stadion: De Braak, Helmond Toeschouwers: 3.250 Scheidsrechter: Roelof Luinge |
| 27 mei 1999 20:00 |                                        |       |                                                                 | Stadion: De Braak, Helmond Toeschouwers: 3.250 Scheidsrechter: Roelof Luinge |
| 27 mei 1999 20:00 |                                        |       |                                                                 | Stadion: De Braak, Helmond Toeschouwers: 3.250 Scheidsrechter: Roelof Luinge |
|                   |                                        |       |                                                                 |                                                                              |

|                   |                                      |       |                                                        |                                                                              |
| 27 mei 1999 20:00 | Sparta                               | 2 – 3 | FC Groningen                                           | Stadion: Het Kasteel, Rotterdam Toeschouwers: 6.500 Scheidsrechter: Dick Jol |
| 27 mei 1999 20:00 | John Nieuwenburg 78' Nico Jalink 90' |       | 30' Magnus Johansson 64' Raymond Atteveld 69' Leonardo | Stadion: Het Kasteel, Rotterdam Toeschouwers: 6.500 Scheidsrechter: Dick Jol |
| 27 mei 1999 20:00 |                                      |       |                                                        | Stadion: Het Kasteel, Rotterdam Toeschouwers: 6.500 Scheidsrechter: Dick Jol |
| 27 mei 1999 20:00 |                                      |       |                                                        | Stadion: Het Kasteel, Rotterdam Toeschouwers: 6.500 Scheidsrechter: Dick Jol |
|                   |                                      |       |                                                        |                                                                              |

## Speelronde 2

### Groep A
|                   |                                                              |       |                                               |                                                                              |
| 30 mei 1999 14:30 | Emmen                                                        | 5 – 3 | Dordrecht '90                                 | Stadion: Meerdijk, Emmen Toeschouwers: 4.400 Scheidsrechter: Jack van Hulten |
| 30 mei 1999 14:30 | Roy Stroeve 3', 42' Peter Hofstede 30' Martin Drent 54', 83' |       | 56', 90' Chima Onyeike 82' Jermaine Sandvliet | Stadion: Meerdijk, Emmen Toeschouwers: 4.400 Scheidsrechter: Jack van Hulten |
| 30 mei 1999 14:30 |                                                              |       |                                               | Stadion: Meerdijk, Emmen Toeschouwers: 4.400 Scheidsrechter: Jack van Hulten |
| 30 mei 1999 14:30 |                                                              |       |                                               | Stadion: Meerdijk, Emmen Toeschouwers: 4.400 Scheidsrechter: Jack van Hulten |
|                   |                                                              |       |                                               |                                                                              |

|                   |           |       |              |                                                                             |
| 30 mei 1999 14:30 | FC Zwolle | 0 – 0 | RKC Waalwijk | Stadion: Oosterenk, Zwolle Toeschouwers: 4.350 Scheidsrechter: Jan Wegereef |
| 30 mei 1999 14:30 |           |       |              | Stadion: Oosterenk, Zwolle Toeschouwers: 4.350 Scheidsrechter: Jan Wegereef |
| 30 mei 1999 14:30 |           |       |              | Stadion: Oosterenk, Zwolle Toeschouwers: 4.350 Scheidsrechter: Jan Wegereef |
| 30 mei 1999 14:30 |           |       |              | Stadion: Oosterenk, Zwolle Toeschouwers: 4.350 Scheidsrechter: Jan Wegereef |
|                   |           |       |              |                                                                             |

### Groep B
|                   |                                    |       |                                                                    |                                                                                       |
| 30 mei 1999 14:30 | Excelsior                          | 2 – 3 | Sparta                                                             | Stadion: Woudestein, Rotterdam Toeschouwers: 3.963 Scheidsrechter: Mario van der Ende |
| 30 mei 1999 14:30 | Virgil Breetveld 1' Alpha Turay 4' |       | 6' Dennis Krijgsman 79' Antoine van der Linden 88' Mark Noorlander | Stadion: Woudestein, Rotterdam Toeschouwers: 3.963 Scheidsrechter: Mario van der Ende |
| 30 mei 1999 14:30 |                                    |       |                                                                    | Stadion: Woudestein, Rotterdam Toeschouwers: 3.963 Scheidsrechter: Mario van der Ende |
| 30 mei 1999 14:30 |                                    |       |                                                                    | Stadion: Woudestein, Rotterdam Toeschouwers: 3.963 Scheidsrechter: Mario van der Ende |
|                   |                                    |       |                                                                    |                                                                                       |

|                   | |       |                      |                                                                                |
| 30 mei 1999 14:30 | FC Groningen                                                                                                 | 6 – 1 | Helmond Sport        | Stadion: Oosterpark, Groningen Toeschouwers: 6.700 Scheidsrechter: Ruud Bossen |
| 30 mei 1999 14:30 | Joost Broerse 38', 78' Harris Huizingh 39' Hugo Alves Velame 54' (pen.) Sergio Ommel 68' Pascal Averdijk 85' |       | 52' Jeffrey Kooistra | Stadion: Oosterpark, Groningen Toeschouwers: 6.700 Scheidsrechter: Ruud Bossen |
| 30 mei 1999 14:30 | |       |                      | Stadion: Oosterpark, Groningen Toeschouwers: 6.700 Scheidsrechter: Ruud Bossen |
| 30 mei 1999 14:30 | |       |                      | Stadion: Oosterpark, Groningen Toeschouwers: 6.700 Scheidsrechter: Ruud Bossen |
|                   | |       |                      |                                                                                |

## Speelronde 3

### Groep A
|                    |                 |       |                                                    |                                                                       |
| 11 juni 1999 20:00 | Emmen           | 1 – 3 | FC Zwolle                                          | Stadion: Meerdijk, Emmen Toeschouwers: 5.790 Scheidsrechter: Dick Jol |
| 11 juni 1999 20:00 | Roy Stroeve 15' |       | 13' Sieme Zijm 41' Arne Slot 90' Martijn Abbenhues | Stadion: Meerdijk, Emmen Toeschouwers: 5.790 Scheidsrechter: Dick Jol |
| 11 juni 1999 20:00 |                 |       |                                                    | Stadion: Meerdijk, Emmen Toeschouwers: 5.790 Scheidsrechter: Dick Jol |
| 11 juni 1999 20:00 |                 |       |                                                    | Stadion: Meerdijk, Emmen Toeschouwers: 5.790 Scheidsrechter: Dick Jol |
|                    |                 |       |                                                    |                                                                       |

|                    |                                              |       |                          |                                                                                            |
| 11 juni 1999 20:00 | RKC Waalwijk                                 | 2 – 1 | Dordrecht '90            | Stadion: Mandemakers Stadion, Waalwijk Toeschouwers: 5.800 Scheidsrechter: Herman van Dijk |
| 11 juni 1999 20:00 | Dejan Govedarica 76' Carlos van Wanrooij 87' |       | 90' (pen.) Chima Onyeike | Stadion: Mandemakers Stadion, Waalwijk Toeschouwers: 5.800 Scheidsrechter: Herman van Dijk |
| 11 juni 1999 20:00 |                                              |       |                          | Stadion: Mandemakers Stadion, Waalwijk Toeschouwers: 5.800 Scheidsrechter: Herman van Dijk |
| 11 juni 1999 20:00 |                                              |       |                          | Stadion: Mandemakers Stadion, Waalwijk Toeschouwers: 5.800 Scheidsrechter: Herman van Dijk |
|                    |                                              |       |                          |                                                                                            |

### Groep B
|                    |                                                                            |       |           |                                                                                 |
| 11 juni 1999 20:00 | FC Groningen                                                               | 4 – 0 | Excelsior | Stadion: Oosterpark, Groningen Toeschouwers: 9.500 Scheidsrechter: René Temmink |
| 11 juni 1999 20:00 | Raymond Atteveld 2' Hugo Alves Velame 48' Tony Alberda 66' Kurt Elshot 78' |       |           | Stadion: Oosterpark, Groningen Toeschouwers: 9.500 Scheidsrechter: René Temmink |
| 11 juni 1999 20:00 |                                                                            |       |           | Stadion: Oosterpark, Groningen Toeschouwers: 9.500 Scheidsrechter: René Temmink |
| 11 juni 1999 20:00 |                                                                            |       |           | Stadion: Oosterpark, Groningen Toeschouwers: 9.500 Scheidsrechter: René Temmink |
|                    |                                                                            |       |           |                                                                                 |

|                    |                                                               |       |                   |                                                                                  |
| 11 juni 1999 20:00 | Sparta                                                        | 4 – 1 | Helmond Sport     | Stadion: Het Kasteel, Rotterdam Toeschouwers: 6.500 Scheidsrechter: Jan Wegereef |
| 11 juni 1999 20:00 | John Nieuwenburg 50' Erik Tammer 55', 88' John den Dunnen 75' |       | 5' Jerry Taihuttu | Stadion: Het Kasteel, Rotterdam Toeschouwers: 6.500 Scheidsrechter: Jan Wegereef |
| 11 juni 1999 20:00 |                                                               |       |                   | Stadion: Het Kasteel, Rotterdam Toeschouwers: 6.500 Scheidsrechter: Jan Wegereef |
| 11 juni 1999 20:00 |                                                               |       |                   | Stadion: Het Kasteel, Rotterdam Toeschouwers: 6.500 Scheidsrechter: Jan Wegereef |
|                    |                                                               |       |                   |                                                                                  |

## Speelronde 4

### Groep A
|                    |               |                                         |              |                                                                                            |
| 13 juni 1999 14:30 | Dordrecht '90 | 0 – 2                                   | RKC Waalwijk | Stadion: GN Bouw Stadion, Dordrecht Toeschouwers: 2.500 Scheidsrechter: Mario van der Ende |
| 13 juni 1999 14:30 |               | 38' (pen.), 53' (pen.) Roberto Lanckohr |              | Stadion: GN Bouw Stadion, Dordrecht Toeschouwers: 2.500 Scheidsrechter: Mario van der Ende |
| 13 juni 1999 14:30 |               |                                         |              | Stadion: GN Bouw Stadion, Dordrecht Toeschouwers: 2.500 Scheidsrechter: Mario van der Ende |
| 13 juni 1999 14:30 |               |                                         |              | Stadion: GN Bouw Stadion, Dordrecht Toeschouwers: 2.500 Scheidsrechter: Mario van der Ende |
|                    |               |                                         |              |                                                                                            |

|                    |                                     |       |                        |                                                                              |
| 13 juni 1999 14:30 | FC Zwolle                           | 2 – 1 | Emmen                  | Stadion: Oosterenk, Zwolle Toeschouwers: 4.550 Scheidsrechter: Roelof Luinge |
| 13 juni 1999 14:30 | Arne Slot 59' Martijn Abbenhues 89' |       | 90' Michel van Oostrum | Stadion: Oosterenk, Zwolle Toeschouwers: 4.550 Scheidsrechter: Roelof Luinge |
| 13 juni 1999 14:30 |                                     |       |                        | Stadion: Oosterenk, Zwolle Toeschouwers: 4.550 Scheidsrechter: Roelof Luinge |
| 13 juni 1999 14:30 |                                     |       |                        | Stadion: Oosterenk, Zwolle Toeschouwers: 4.550 Scheidsrechter: Roelof Luinge |
|                    |                                     |       |                        |                                                                              |

### Groep B
|                    |                                            |       |                          |                                                                                   |
| 13 juni 1999 14:30 | Excelsior                                  | 2 – 2 | FC Groningen             | Stadion: Woudestein, Rotterdam Toeschouwers: 3.412 Scheidsrechter: Jaap Uilenberg |
| 13 juni 1999 14:30 | Michael van der Kruis 3' Ali Fattouchi 39' |       | 67', 68' Harris Huizingh | Stadion: Woudestein, Rotterdam Toeschouwers: 3.412 Scheidsrechter: Jaap Uilenberg |
| 13 juni 1999 14:30 |                                            |       |                          | Stadion: Woudestein, Rotterdam Toeschouwers: 3.412 Scheidsrechter: Jaap Uilenberg |
| 13 juni 1999 14:30 |                                            |       |                          | Stadion: Woudestein, Rotterdam Toeschouwers: 3.412 Scheidsrechter: Jaap Uilenberg |
|                    |                                            |       |                          |                                                                                   |

|                    |               |                      |        |                                                                               |
| 13 juni 1999 14:30 | Helmond Sport | 0 – 1                | Sparta | Stadion: De Braak, Helmond Toeschouwers: 2.946 Scheidsrechter: Eric Braamhaar |
| 13 juni 1999 14:30 |               | 80' Dennis Krijgsman |        | Stadion: De Braak, Helmond Toeschouwers: 2.946 Scheidsrechter: Eric Braamhaar |
| 13 juni 1999 14:30 |               |                      |        | Stadion: De Braak, Helmond Toeschouwers: 2.946 Scheidsrechter: Eric Braamhaar |
| 13 juni 1999 14:30 |               |                      |        | Stadion: De Braak, Helmond Toeschouwers: 2.946 Scheidsrechter: Eric Braamhaar |
|                    |               |                      |        |                                                                               |

## Speelronde 5

### Groep A
|                    |                                       |       |                  |                                                                                        |
| 16 juni 1999 20:00 | Dordrecht '90                         | 2 – 1 | Emmen            | Stadion: GN Bouw Stadion, Dordrecht Toeschouwers: 1.000 Scheidsrechter: Jaap Uilenberg |
| 16 juni 1999 20:00 | Chima Onyeike 55' Billy Maximiano 70' |       | 73' Martin Drent | Stadion: GN Bouw Stadion, Dordrecht Toeschouwers: 1.000 Scheidsrechter: Jaap Uilenberg |
| 16 juni 1999 20:00 |                                       |       |                  | Stadion: GN Bouw Stadion, Dordrecht Toeschouwers: 1.000 Scheidsrechter: Jaap Uilenberg |
| 16 juni 1999 20:00 |                                       |       |                  | Stadion: GN Bouw Stadion, Dordrecht Toeschouwers: 1.000 Scheidsrechter: Jaap Uilenberg |
|                    |                                       |       |                  |                                                                                        |

|                    |                                      |       |           |                                                                                           |
| 16 juni 1999 20:00 | RKC Waalwijk                         | 2 – 0 | FC Zwolle | Stadion: Mandemakers Stadion, Waalwijk Toeschouwers: 6.200 Scheidsrechter: Eric Braamhaar |
| 16 juni 1999 20:00 | Hans van Arum 50' Tim Cornelisse 90' |       |           | Stadion: Mandemakers Stadion, Waalwijk Toeschouwers: 6.200 Scheidsrechter: Eric Braamhaar |
| 16 juni 1999 20:00 |                                      |       |           | Stadion: Mandemakers Stadion, Waalwijk Toeschouwers: 6.200 Scheidsrechter: Eric Braamhaar |
| 16 juni 1999 20:00 |                                      |       |           | Stadion: Mandemakers Stadion, Waalwijk Toeschouwers: 6.200 Scheidsrechter: Eric Braamhaar |
|                    |                                      |       |           |                                                                                           |

### Groep B
|                    |               |                     |              |                                                                            |
| 16 juni 1999 20:00 | Helmond Sport | 0 – 1               | FC Groningen | Stadion: De Braak, Helmond Toeschouwers: 2.425 Scheidsrechter: Ruud Bossen |
| 16 juni 1999 20:00 |               | 62' Pascal Averdijk |              | Stadion: De Braak, Helmond Toeschouwers: 2.425 Scheidsrechter: Ruud Bossen |
| 16 juni 1999 20:00 |               |                     |              | Stadion: De Braak, Helmond Toeschouwers: 2.425 Scheidsrechter: Ruud Bossen |
| 16 juni 1999 20:00 |               |                     |              | Stadion: De Braak, Helmond Toeschouwers: 2.425 Scheidsrechter: Ruud Bossen |
|                    |               |                     |              |                                                                            |

|                    |                                                                                     |       |           |                                                                                   |
| 16 juni 1999 20:00 | Sparta                                                                              | 6 – 0 | Excelsior | Stadion: Het Kasteel, Rotterdam Toeschouwers: 6.000 Scheidsrechter: Roelof Luinge |
| 16 juni 1999 20:00 | Ali El Khattabi 2', 46' Marilia 3', 24' Arjan van der Laan 14' Dennis Krijgsman 16' |       |           | Stadion: Het Kasteel, Rotterdam Toeschouwers: 6.000 Scheidsrechter: Roelof Luinge |
| 16 juni 1999 20:00 |                                                                                     |       |           | Stadion: Het Kasteel, Rotterdam Toeschouwers: 6.000 Scheidsrechter: Roelof Luinge |
| 16 juni 1999 20:00 |                                                                                     |       |           | Stadion: Het Kasteel, Rotterdam Toeschouwers: 6.000 Scheidsrechter: Roelof Luinge |
|                    |                                                                                     |       |           |                                                                                   |

## Speelronde 6

### Groep A
|                    |                      |       |                                                              |                                                                                |
| 19 juni 1999 19:00 | FC Zwolle            | 1 – 4 | Dordrecht '90                                                | Stadion: Oosterenk, Zwolle Toeschouwers: 2.650 Scheidsrechter: Hennie de Graaf |
| 19 juni 1999 19:00 | Ignacio Tuhuteru 84' |       | 26', 46' Jerry Simons 32' Mischa Rook 43' Jermaine Sandvliet | Stadion: Oosterenk, Zwolle Toeschouwers: 2.650 Scheidsrechter: Hennie de Graaf |
| 19 juni 1999 19:00 |                      |       |                                                              | Stadion: Oosterenk, Zwolle Toeschouwers: 2.650 Scheidsrechter: Hennie de Graaf |
| 19 juni 1999 19:00 |                      |       |                                                              | Stadion: Oosterenk, Zwolle Toeschouwers: 2.650 Scheidsrechter: Hennie de Graaf |
|                    |                      |       |                                                              |                                                                                |

|                    |       |                            |              |                                                                         |
| 19 juni 1999 19:00 | Emmen | 0 – 1                      | RKC Waalwijk | Stadion: Meerdijk, Emmen Toeschouwers: 3.815 Scheidsrechter: Fred Sterk |
| 19 juni 1999 19:00 |       | 78' (pen.) Rick Hoogendorp |              | Stadion: Meerdijk, Emmen Toeschouwers: 3.815 Scheidsrechter: Fred Sterk |
| 19 juni 1999 19:00 |       |                            |              | Stadion: Meerdijk, Emmen Toeschouwers: 3.815 Scheidsrechter: Fred Sterk |
| 19 juni 1999 19:00 |       |                            |              | Stadion: Meerdijk, Emmen Toeschouwers: 3.815 Scheidsrechter: Fred Sterk |
|                    |       |                            |              |                                                                         |

### Groep B
|                    | |       |                   |                                                                                  |
| 19 juni 1999 19:00 | Excelsior | 7 – 1 | Helmond Sport     | Stadion: Woudestein, Rotterdam Toeschouwers: 933 Scheidsrechter: Dick van Egmond |
| 19 juni 1999 19:00 | Mohammed Allach 4' Virgil Breetveld 5', 33', 45' Geert den Ouden 51' Mark van Zanten 78' Volkan Kahraman 80' |       | 30' Yunus Altunel | Stadion: Woudestein, Rotterdam Toeschouwers: 933 Scheidsrechter: Dick van Egmond |
| 19 juni 1999 19:00 | |       |                   | Stadion: Woudestein, Rotterdam Toeschouwers: 933 Scheidsrechter: Dick van Egmond |
| 19 juni 1999 19:00 | |       |                   | Stadion: Woudestein, Rotterdam Toeschouwers: 933 Scheidsrechter: Dick van Egmond |
|                    | |       |                   |                                                                                  |

|                    |              |                                                               |        |                                                                                  |
| 19 juni 1999 19:00 | FC Groningen | 0 – 3                                                         | Sparta | Stadion: Oosterpark, Groningen Toeschouwers: 15.250 Scheidsrechter: René Temmink |
| 19 juni 1999 19:00 |              | 16' (pen.), 43' (pen.) Arjan van der Laan 52' John den Dunnen |        | Stadion: Oosterpark, Groningen Toeschouwers: 15.250 Scheidsrechter: René Temmink |
| 19 juni 1999 19:00 |              |                                                               |        | Stadion: Oosterpark, Groningen Toeschouwers: 15.250 Scheidsrechter: René Temmink |
| 19 juni 1999 19:00 |              |                                                               |        | Stadion: Oosterpark, Groningen Toeschouwers: 15.250 Scheidsrechter: René Temmink |
|                    |              |                                                               |        |                                                                                  |

## Voetnoten
ADO Den Haag ·
FC Den Bosch ·
Dordrecht '90 ·
Eindhoven ·
Emmen ·
Excelsior ·
Go Ahead Eagles ·
FC Groningen ·
Haarlem ·
Helmond Sport ·
Heracles Almelo ·
RBC ·
Telstar ·
TOP Oss ·
BV Veendam ·
FC Volendam ·
VVV ·
FC Zwolle
Eredivisie

1960 · 1975 · 1987 · 1988
Eerste divisie

1973 · 1974 · 1975 · 1976 · 1977 · 1978 · 1979 · 1980 · 1981 · 1982 · 1983 · 1984 · 1985 · 1986 · 1987 · 1988 · 1989 · 1990 · 1991 · 1992 · 1993 · 1994 · 1995 · 1996 · 1997 · 1998 · 1999 · 2000 · 2001 · 2002 · 2003 · 2004 · 2005

Vanaf 2006 staan alle competities op 1 pagina.

2006 · 2007 · 2008 · 2009 · 2010 · 2011 · 2012 · 2013 · 2014 · 2015 · 2016 · 2017 · 2018 · 2019 · 2020 · 2021 · 2022 · 2023 · 2024